# Windows XP Media Center 2005
Es tracta d'un programa per instal·lar a maquinari amb windows XP, afegeix una part hardware que és un conjunt de receptor infraroig i comandament a distància encara que es poden adquirir per separat. Un cop arrencat, el programa es comporta com si fos el sistema operatiu amb una sèrie de petits programes:

## DVD
Funciona com un lector de pel·lícules DVD.

## Online Spot Light
Accedeix a serveis de descàrrega, transferència i cerca.

## Mis videos
Igual que el DVD però amb la possibilitat de reproduir clips de vídeo.

## Mis imagenes
Visualitzador d'imatges digitals, també es poden fer presentacions.

## Mi TV
Permet veure la TV, gravar al disc dur, consultar la EPG, reproduir gravacions,...

## Mi música
Reproductor de música multi format.

## Mas programas
Accés a programes de missatgeria instantània entre d'altres.

## Ajustes
Permet a l'usuari fer els ajustaments dels diferents programes.